# Yehud-Monosson
Yehud-Monosson (hebreo: יְהוּד-מוֹנוֹסוֹן) es una ciudad del Distrito Central de Israel. Según la Oficina Central de Estadísticas de Israel (CBS), a finales de 2004 la ciudad tenía una población de 25.100 habitantes.